# Бахарев, Николай Сергеевич
Николай Сергеевич Бахарев (род. 1 октября 1946, Михайловка) — российский фотограф.

## Биография
Николай Бахарев родился в деревне Михайловка (на территории современного Прокопьевского района Кемеровская область) в 1946 году. Потеряв родителей в четыре года, до совершеннолетия воспитывался в детском доме. Работал на Новокузнецком металлургическом комбинате слесарем до 1970 года. Снимал на заказ городских жителей, работая в службе быта.
С 1991 года — член Союза фотохудожников России. В работе использует среднеформатный дальномерный фотоаппарат «Искра».
Николай Бахарев — участник многих международных и российских выставок. Работы Николая Бахарева находятся в музейных и частных коллекциях.
«Независимая газета» назвала Бахарева «Русским Ньютоном»: «Общее только тело. И Ньютон, и Бахарев любят „обнажёнку“. Только у Ньютона это — богини, у Бахарева — тётки», снабдив материал подзаголовком «Выставка Николая Бахарева как апофеоз русской души». Имеется в виду выставка в «Риджине», где Бахарев выступал не как автор «гламурных» снимков светских знаменитостей от Николая Баскова и Фоменко до модного писателя Владимира Сорокина — всего 70 персонажей, а как автор известных нам «пляжных фотографий». Анна Толстова, корреспондент газеты «Коммерсантъ», считает, что фотоаппарат Николая Бахарева «способен измерить количество сексуальной энергии, выделяемой каждым объектом, до наноджоуля».

## Премии
• Номинант премии «Deutsche Börse Photography Prize, 2015»

## Выставки персональные
- 1990 — «СовДеп», выставочный зал «Флора», Омск.
- 1991 — «СовДеп», фотоцентр, Кемерово.
- 1991 — «Николай Бахарев», Галерея «Школа», Москва.
- 1991 — «Николай Бахарев», Галерея «Canon», Амстердам.
- 1996 — «Николай Бахарев», Новокузнецк.
- 1998 — «Николай Бахарев», VI Международный месяц фотографии в Братиславе.
- 1998 — «Николай Бахарев», Международный фотофестиваль Пловдив, Болгария.
- 2001 — «Russians: Love, Desire & Obsession» бутик «James», Москва.Интим
- 2003 — «Bacharevland», Галерея «Риджина».
- 2003 — «Файлы Бахарева», ЦВЗ «Манеж».
- 2008 — «Публичное и частное», «Галерея Photographer.ru», Москва.
- 2013 — «Amateurs and Lovers». Julie Saul Gallery. USA
- 2013 — «Nikolai Bakharev, Alexander Slussarev», Les Rencontres d’Arles 2013, France
- 2015 — «the Deutsche Börse Photography Prize 2015». London, The Photographers' Gallery
- 2016 — «Nikolaj Bacharev na pláži a v ubytovnách». Galerie Zahradník. Praha

## Групповые выставки
- 1994 «Искусство современной фотографии. Россия, Украина, Белоруссия». ЦДХ, Москва.
- 2011 New Museum, New York.
- 2012 «Perestroika Liberalization and Experimentation(mid/late 1980s-2010s)» Winter Street Studios. FotoFest 2012 Biennial. Houston, Texas, USA
- 2013 «Основной проект. Энциклопедический дворец / The Encyclopedic Palace», Arsenale. 55-я Венецианская биеннале.[4]
- 2016 «НОВОКУЗНЕЦКАЯ ШКОЛА ФОТОГРАФИИ: НИКОЛАЙ БАХАРЕВ, ВЛАДИМИР ВОРОБЬЕВ, ВЛАДИМИР СОКОЛАЕВ». Москва, Мультимедийный комплекс актуальных искусств
- 2016 «НОВОКУЗНЕЦКАЯ ШКОЛА ФОТОГРАФИИ: НИКОЛАЙ БАХАРЕВ, ВЛАДИМИР ВОРОБЬЕВ, ВЛАДИМИР СОКОЛАЕВ». Екатеринбург. Ельцин-центр

## Коллекции
Работы находятся в государственных и частных коллекциях.
- Московский дом фотографии/ Мультимедийный комплекс актуальных искусств
- The Museum of Fine Arts, Houston
- Harry Ransom Humanities Research Center, University of Texas at Austin, США
- Southeast Museum of Photography, Daytona Beach, США
- Новокузнецкий художественный музей

## Книги Николая Бахарева
- Николай Бахарев. «BAHAREVLAND», Текст Яра Бубнова, Издание галерея «Риджина», Москва 2003
- Николай Бахарев. «Жители города N», Издание галерея Photographer.ru, Москва 2008
- Nikolay Bakharev. «Amateurs & Lovers» Text Ekaterina Degot. Dashwood Books, USA 2013 ,
- Nikolay Bakharev. «Novokuznetsk». Text Aaron Schuman. Stanley / Baker. 2016 ISBN 9780995555518

## Публикации в книгах и каталогах
- «Photo Manifesto. Contemporary Photography in The USSR», Stewart, Tabori&Chang , USA 1991
- Evgeny Berezner. «Искусство современной фотографии. Россия. Украина. Беларусь», Москва 1994
- Николай Бахарев «Диагностика кармы» журнал «АФИША» № 100 за 2003 г. стр. 27-59
- Evgeny Berezner, Irina Chmyreva, Natalia Tarasova and Wendy Watriss. «Contemporary Russian Photography», FotoFest 2012 Biennial Houston.
- «Deutsche Börse Photography Prize 2015». The Photographers' Gallery. London, pp. 9 — 26.

## Цитаты из интервью
- «Я ценю профессионализм от способа мышления. Я делаю работы творческие, которые имеют отклик у умных людей. У меня не было никогда моделей. Я работал с бытовыми девочками из общежития. Это просто работа. Работа для меня — это форма существования».
- «Раздеванием я перехожу от общественной морали к индивидуальной».

## Пресса
- Алексей Тарханов. «Николай Бахарев: фото на заказ». «Фотография». #2. 1992. Стр. 4 — 11
- Андрей Пашис. «Встреча с Николаем Бахаревым».
- Мария Георгиева. «Николай Бахарев: о близости», OPENSPACE.RU
- Ольга Дубицкая. "Николай Бахарев в эфире радио «Культура»
- Ekaterina Degot. «Amateurs and Lovers: Nikolay Bakharev’s Gaze», ARTMargins, 2009
- Luca Desienna. «Nikolay Bakharev in conversation with Luca Desienna», Gomma Magazine, 2011
- Karen Rosenberg. «Nikolay Bakharev», The New York Times Company, 2013
- «Russian bathers and LGBT South Africans on Deutsche Börse photography prize 2015 shortlist», Guardian 2015
- Gemma Padley. «The Clandestine Soviet Photographer Taking Nude Portraits». 2016
- «Как мы отдыхаем. Фотографа Николая Бахарева взяли на биеннале в Венецию». lenta.ru. 2013
- «Николай Бахарев. Фотография среди „актуального“ художественного творчества». Государственный центр современного искусства
- «Николай Бахарев номинирован на Deutsche Börse Photography Prize». Ведомости, 20 апреля 2015
- Антон Петров. «Николай Бахарев: „Не я, а заказчики навязывали мне сюжеты постановок“. Bird In Flight. 2015
- Дафни Милнер. „Желание запретного было бы равнозначно предательству“: фотограф Николай Бахарев о жизни в СССР». It’s Nice That. 2018